# Городская усадьба Воронцовых-Дашковых
Городская усадьба Воронцовых-Дашковых — комплекс исторических зданий в Москве, построенный в XVIII веке. Объект культурного наследия федерального значения. Расположен на Воронцовской улице, дома 4, строение 1, и 6, строение 1.

## История
В основе главного дома усадьбы — палаты XVII века, от которых сохранились подвалы и часть первого этажа дома. Усадьба сформировалась к 1774 году, когда главный дом был расширен до улицы, а рядом выстроен каменный флигель. Существовавший сад усадьбы доходил до улицы Большие Каменщики. Некоторые исследователи полагают, что, несмотря на устоявшееся название, Воронцовы-Дашковы не владели усадьбой. В 1816 году фасады зданий были переоформлены, они приобрели одинаковые мезонины. В 1830 году главный дом вновь перестроен. В 1912 году флигель перестроен по проекту Н. Д. Струкова для размещения городского училища.

## Архитектура
Двухэтажный каменный главный дом после перестройки XIX века имеет ампирный облик. Нижний этаж рустован, над окнами замковые камни с лепниной. Над окнами второго этажа размещаются сандрики с тонкими кронштейнами и лепнина. Здание венчает деревянный мезонин с крупными арками по обоим фасадам, при этом на заднем фасаде арка образует перекрытие лоджии. На западном фасаде при реставрации восстановлены первоначальные барочные наличники. Сохранилась парадная анфилада с лепными карнизами, печами, паркетом и дверями начала XIX века.